# Abel Resino
Abel Resino Gómez (ur. 2 lutego 1960 w Veladzie) – hiszpański trener piłkarski i piłkarz grający na pozycji bramkarza.

## Kariera klubowa
Abel urodził się w mieście Velada, leżącym w prowincji Toledo. Karierę piłkarską rozpoczął w klubie CD Toledo i w sezonie 1979/1980 zadebiutował w jego barwach w Tercera Division. W 1980 roku odszedł do innego trzecioligowego klubu CD Ciempozuelos, a w 1982 roku został zatrudniony w Atlético Madryt. Początkowo nie przebił się do podstawowego składu i przez cztery sezony występował w rezerwach tego klubu. W 1986 roku awansował do kadry pierwszego zespołu prowadzonego wówczas przez Martíneza Jayo. W Primera Division zadebiutował 12 kwietnia 1987 roku w wygranym 2:1 wyjazdowym spotkaniu z Realem Murcia. Od sezonu 1987/1988 stał się podstawowym zawodnikiem "Los Colchoneros". W sezonie 1990/1991 osiągnął pierwsze sukcesy w karierze. Zdobył Puchar Hiszpanii, a za postawę w lidze został uhonorowany nagrodą Trofeo Zamora (puścił 17 bramek w 33 spotkaniach). Pomiędzy 25 listopada 1990 a 17 marca 1991 ustanowił rekord Primera Division, gdy nie puścił gola przez 1275 minut. W marcowym meczu ze Sportingiem Gijón passę tą przerwał Luis Enrique. W 1992 roku ponownie wywalczył z Atlético Puchar Króla. W 1995 roku opuścił Atlético (rozegrał dla tego klubu 243 ligowe mecze), a jego miejsce zajął José Francisco Molina z Albacete Balompié. W sezonie 1995/1996 grał w drugoligowym Rayo Vallecano, a następnie zakończył karierę w wieku 36 lat.
| Sezon   | Klub              | Kraj      | Rozgrywki        | Mecze | Bramki |
| ------- | ----------------- | --------- | ---------------- | ----- | ------ |
| 1979/80 | CD Toledo         | Hiszpania | Tercera División | ?     | ?      |
| 1980/81 | CD Ciempozuelos   | Hiszpania | Tercera División | ?     | ?      |
| 1981/82 | CD Ciempozuelos   | Hiszpania | Tercera División | ?     | ?      |
| 1982/83 | Atlético Madryt B | Hiszpania | Tercera División | ?     | ?      |
| 1983/84 | Atlético Madryt B | Hiszpania | Tercera División | ?     | ?      |
| 1984/85 | Atlético Madryt B | Hiszpania | Tercera División | ?     | ?      |
| 1985/86 | Atlético Madryt B | Hiszpania | Tercera División | ?     | ?      |
| 1986/87 | Atlético Madryt   | Hiszpania | Primera División | 8     | 0      |
| 1987/88 | Atlético Madryt   | Hiszpania | Primera División | 32    | 0      |
| 1988/89 | Atlético Madryt   | Hiszpania | Primera División | 37    | 0      |
| 1989/90 | Atlético Madryt   | Hiszpania | Primera División | 34    | 0      |
| 1990/91 | Atlético Madryt   | Hiszpania | Primera División | 33    | 0      |
| 1991/92 | Atlético Madryt   | Hiszpania | Primera División | 32    | 0      |
| 1992/93 | Atlético Madryt   | Hiszpania | Primera División | 27    | 0      |
| 1993/94 | Atlético Madryt   | Hiszpania | Primera División | 17    | 0      |
| 1994/95 | Atlético Madryt   | Hiszpania | Primera División | 23    | 0      |
| 1995/96 | Rayo Vallecano    | Hiszpania | Segunda División | 21    | 0      |

## Kariera reprezentacyjna
W reprezentacji Hiszpanii Abel zadebiutował 27 marca 1991 roku w przegranym 2:4 towarzyskim spotkaniu z Węgrami. W marcu tamtego roku rozegrał swoje drugie i ostatnie spotkanie w kadrze narodowej - Hiszpanie przegrali w nim 0:2 z Rumunią.

## Kariera trenerska
Po zakończeniu kariery Abel został trenerem. W 2005 roku został szkoleniowcem Ciudad de Murcia i w 2006 roku był bliski awansu z tym klubem do Primera Division. W 2007 roku został zatrudniony w beniaminku pierwszej ligi, Levante UD. W styczniu tamtego roku zastąpił Juana Ramóna Lópeza Caro, ale jeszcze w tym samym roku został zwolniny, a jego miejsce zajął Gianni De Biasi. W 2008 roku przejął piłkarzy CD Castellón. W lutym 2009 roku powrócił do Atletico Madryt, tym razem w roli trenera.
23 października po porażce 4:0 z Chelsea F.C. został zwolniony z funkcji trenera drużyny Los Rojiblancos.